# Порт-Жантиль (аэропорт)
Международный аэропорт Порт-Жантиль (ИАТА: POG, ИКАО: FOOG) обслуживает Порт-Жантиль, экономическую столицу Габона. Современный аэропорт был открыт 20 ноября 2016 года. Он был построен к Кубку Африканских Наций 2017, проходившему в Габоне. Новый аэропорт, получивший имя действующего президента Габона Али Бонго Ондимба, обошелся в 73 млрд франков за счет доходов от продажи нефти благодаря партнерству с компанией Total Gabon, которая обеспечивала управление проектом от имени правительства Габона.

## Авиакомпании и направления

### Пассажирские
| Авиакомпании                  | Направления               |
| ----------------------------- | ------------------------- |
| Afric Aviation                | Либревиль                 |
| Afrijet Business Service      | Либревиль                 |
| Equaflight                    | Пуэнт-Нуар                |
| Nationale Regionale Transport | Либревиль, Оем            |
| Tropical Air Gabon            | Сезонные: Либревиль, Онал |

### Грузовые
| Авиакомпании | Направления        |
| ------------ | ------------------ |
| Safe Air     | Либревиль, Найроби |

## Происшествия и несчастные случаи
- 12 октября 2011 года самолёт Embraer EMB 120 Brasilia авиакомпании La Nationale, выполнявший чартерный рейс из Либревиля в Порт-Жантиль, выкатился за пределы взлётно-посадочной полосы. Из-за этого у него почти оторвались от фюзеляжа оба крыла, но никто из пассажиров не пострадал.[1]